# Macrocalamus
Macrocalamus är ett släkte av ormar. Macrocalamus ingår i familjen snokar.
Dessa ormar är med en längd upp till 75 cm små. De förekommer på Malackahalvön och lever i bergsskogar. Arterna äter troligen maskar och snäckor. Så vid kända lägger honor ägg.
Arter enligt Catalogue of Life och The Reptile Database:
- Macrocalamus chanardi
- Macrocalamus gentingensis
- Macrocalamus jasoni
- Macrocalamus lateralis
- Macrocalamus schulzi
- Macrocalamus tweediei
- Macrocalamus vogeli